# Homocodon
Homocodon – rodzaj roślin z rodziny dzwonkowatych. Obejmuje dwa gatunki. Rośliny te występują w środkowych i południowych Chinach.

## Morfologia
PokrójRośliny roczne o łodydze ze zbiegającymi trzema skrzydełkami.
LiścieOgonkowe, łodygowe.
KwiatyDrobne, siedzące, wyrastają pojedynczo lub parami w kątach liści. Kielich o ząbkach kolczasto ząbkowanych. Korona biała do niebieskiej, dzwonkowata, z łatkami równej długości jak rurka. Pręciki wolne, schowane w rurce, z pylnikami krótszymi do nitek, które są u nasady rozszerzone. Zalążnia trójkomorowa, zwieńczona szyjką słupka wystającą nieco z korony, łatki znamienia nitkowate.
OwoceTorebki otwierające się porami.

## Systematyka
Pozycja systematyczna
Rodzaj z rodziny dzwonkowatych Campanulaceae klasyfikowany w jej obrębie do podrodziny Campanuloideae.
Wykaz gatunków
- Homocodon brevipes (Hemsl.) D.Y.Hong
- Homocodon pedicellatus D.Y.Hong & L.M.Ma